# Чернецовское сельское поселение
Чернецо́вское се́льское поселе́ние — сельское поселение в Большеуковском районе Омской области.
Административный центр — село Чернецовка.

## География
Расстояние до районного центра: 60 км.

## История
В 1971 году был образован Чернецовский сельский совет путём переименования Тарбажинского сельского совета с переносом центра в село Чернецовка.
В 1990-х годах сельский совет был преобразован в сельскую администрацию.
В 2000-х годах сельская администрация была преобразована в сельский округ.

## Население
| 2010 | 2011 | 2012 | 2013 | 2014 | 2015 | 2016 |
| ---- | ---- | ---- | ---- | ---- | ---- | ---- |
| 430  | ↘429 | ↘399 | ↘392 | ↘382 | ↘364 | ↘349 |
| 2017 | 2018 | 2019 | 2020 | 2021 | 2023 |      |
| ↘334 | ↘315 | ↘303 | ↘298 | ↘178 | ↘165 |      |

## Состав сельского поселения
| № | Населённый пункт | Тип населённого пункта       | Население |
| - | ---------------- | ---------------------------- | --------- |
| 1 | Чернецовка       | село, административный центр | ↘173      |
| 2 | Чугунлы          | деревня                      | ↘5        |

## Год основания
| статус  | населённый пункт | год основания |
| ------- | ---------------- | ------------- |
| село    | Чернецо́вка       | 1909          |
| деревня | Чугунлы́          | 1819          |